# Disequazione logaritmica
Una disequazione logaritmica è una disequazione in cui l'incognita compare come argomento o come base di un logaritmo, come ad esempio {\displaystyle log_{2}(x+6)<9\;}. È una disequazione trascendente, in quanto non riconducibile a somme o prodotti di polinomi.
Non è una disequazione logaritmica una disequazione del tipo {\displaystyle x^{5}+44x+log_{3}7>0\;}, perché l'incognita non compare né come argomento né come base del logaritmo.

## Risoluzione di una disequazione logaritmica
Per la risoluzione di una disequazione logaritmica del tipo {\displaystyle log_{a}b<c\;} si deve cercare di ridurre la disequazione in forma canonica utilizzando le proprietà del logaritmi:
{\displaystyle log_{a}b<c\;}  →  {\displaystyle log_{a}b<log_{a}k\;}, dove {\displaystyle log_{a}k=c\;}
Ricordando come varia la monotonia della funzione logaritmica in funzione della base (il logaritmo è una funzione crescente per basi {\displaystyle a>1} e decrescente per basi {\displaystyle 0<a<1\;}), si hanno due casi:
{\displaystyle a>1\;}:{\displaystyle \;\;\;\;\;\;log_{a}b<log_{a}k\;\;\;\;\;\;}→{\displaystyle \;b<k}
{\displaystyle 0<a<1\;}:{\displaystyle \;\;\;\;\;\;log_{a}b<log_{a}k\;\;\;\;\;\;}→{\displaystyle \;b>k}.
Esempio: {\displaystyle log_{2}(x+5)<3\;}.
{\displaystyle 3\;} può essere riscritto come {\displaystyle log_{2}8\;}. Pertanto:
{\displaystyle log_{2}(x+5)<3\;\;\;\;\;}→{\displaystyle \;\;\;\;\;log_{2}(x+5)<log_{2}8\;\;\;\;\;}→{\displaystyle \;\;\;\;\;x+5<8\;\;\;\;\;}→{\displaystyle \;\;\;\;\;x<3\;}